# 疏网凤丫蕨
疏网凤丫蕨（学名：Coniogramme wilsonii），为裸子蕨科凤丫蕨属下的一个植物种。